# Tendine di Achille
Il tendine di Achille, o tendine calcaneale, origina dal muscolo tricipite della sura (formato dai muscoli gemelli e dal soleo) e si inserisce sull'osso calcaneale. Come tutti i tendini è costituito dal punto di vista istologico da fibre elastiche e da foglietti di rivestimento connettivali che prendono il nome di epitenonio, peritenonio ed endotenonio. La sua integrità anatomica può essere valutata col test di Simmonds.

## L'origine del nome
La più antica annotazione conosciuta del termine risale al 1693 ed è dovuta all'anatomista fiammingo ed olandese Philip Verheyen. Nel suo testo ampiamente utilizzato Humani Corporis Anatomia (capitolo XV, pagina 328), ha descritto la posizione del tendine e disse che era comunemente chiamato chorda Achillis.
Il nome tendine d'Achille deriva dalla mitologia greca: la nereide Teti, madre di Achille, aveva ricevuto una profezia della morte di suo figlio; allora lo immerse nel fiume Stige per proteggerne il corpo dai pericoli. Tuttavia, lo tenne con la mano per il suo tallone, il che significa che l'acqua non toccò questa parte del suo corpo, il quale rimase quindi vulnerabile. Durante la guerra di Troia, Achille fu colpito sul tendine del tallone da una freccia avvelenata scagliata da Paride, che lo uccise.
Poiché gli eponimi non hanno alcun rapporto con l'oggetto, gli eponimi di parti anatomiche sono sostituiti da termini descrittivi; la terminologia corrente per "tendine di Achille", quindi, è tendine calcaneale.

## Anatomia
Il tendine calcaneale, il tendine comune al gastrocnemio e soleo, è il più grosso e più forte del corpo. È lungo 15 cm circa, inizia verso la metà della gamba, ma riceve fibre muscolari sulla sua faccia anteriore, quasi alla sua estremità inferiore. Gradualmente si assottiglia verso il basso, è inserito nella parte centrale della faccia posteriore del calcagno, una borsa è interposta tra il tendine e la parte superiore di questa superficie.
Il tendine si allarga un po' alla sua estremità inferiore, in modo che la sua parte più stretta è circa 4 cm al di sopra del suo inserimento. È coperto dalla fascia e dal tegumento, ed è separato dai muscoli profondi e dai vasi da uno spazio notevole riempito di tessuto areolare e adiposo. Lungo il suo fianco laterale, ma superficiale ad esso, c'è la piccola vena safena.
Il tendine può ricevere uno stress di carico di 3,9 volte il peso del corpo mentre si cammina e 7,7 volte il peso del corpo in corsa.

## Evoluzione e funzioni
Il tendine di Achille è breve o assente nelle grandi scimmie, ma lungo negli esseri umani e nella quasi totalità dei gibboni arboricoli. Esso fornisce una riserva di energia elastica nel salto, nel camminare e nella corsa. I modelli al computer suggeriscono che l'energia accumulata nel tendine aumenta la velocità di marcia di più dell'80% e riduce i costi energetici della corsa di oltre tre quarti. È stato suggerito che la mancanza di un tendine d'Achille ben sviluppato nelle scimmie africane preclude loro la possibilità di correre su lunghe distanze ad alta velocità.
La vibrazione bilaterale del tendine di Achille, in assenza della vista, ha un maggiore impatto nei comportamenti posturali. Si sa che una vibrazione applicata a tale tendine induce in soggetti liberi in piedi uno spostamento indietro del corpo e in un soggetto trattenuto un'illusoria inclinazione in avanti del corpo. Le vibrazioni stimolano fusi neuromuscolari nei muscoli del polpaccio. I fusi neuromuscolari avvisano il cervello che il corpo si muove in avanti; in tal modo il sistema nervoso centrale compensa spostando il corpo all'indietro.

## Ruolo nelle malattie
I più comuni danni a questo tendine sono la tendinite e la rottura. La tendinite di Achille, l'infiammazione del tendine, induce dolore e rigidità dello stesso. La rottura parziale o totale del tendine è più probabile che accada in sport che richiedono un'estensione improvvisa, come la corsa veloce. Si possono distinguere in lesioni acute e lesioni degenerative. Possiamo quindi considerare:
- Rotture da traumi diretti
- Rotture traumatiche indirette
- Rotture spontanee

Nel trauma acuto, il paziente riferisce di uno schiocco a livello del polpaccio seguito dalla comparsa di dolore; nelle rotture croniche, il paziente riferisce un fastidio costante nel tempo. Una volta lesionato, nella zona del tendine si evidenzia un avvallamento più o meno marcato e una mancanza di continuità del profilo tendineo, il movimento dell'articolazione provoca dolore, il paziente a volte però riesce a camminare da solo.
Maffulli et al. ha suggerito che l'etichetta di tendinopatia dovrebbe essere data alla combinazione di dolore tendineo, gonfiore e prestazione compromessa. Lo xantoma può essere sviluppato a livello del tendine di Achille in pazienti affetti da ipercolesterolemia familiare.
Infine, possono verificarsi anche casi di tendinopatia achillea. Attualmente si può fare l'intervento chirurgico che consiste nell'allungare i tendini nei casi di spasticità consultando un ortopedico di fiducia. Di solito lo si fa nei bambini che sono in crescita. L'intervento dura in media 10 minuti.